# Liaison
La liaison (o legamento) è un fenomeno fonosintattico della lingua francese, che consiste nella realizzazione fonetica di alcune specifiche consonanti in fine di parola. Il fenomeno avviene solo se a dette consonanti segua una parola che inizia con vocale e se si danno alcune condizioni sintattiche.
Ad esempio, nell'articolo determinativo plurale les, la s finale non viene pronunciata (les feuilles, 'le foglie'), a meno che la parola successiva all'articolo non inizi per vocale (les amies, 'le amiche').

## Alcuni esempi
In quanto segue, si propongono alcuni esempi secondo l'alfabeto fonetico internazionale (IPA). Gli esempi a sinistra non prevedono la liaison, in quanto la parola successiva inizia per consonante. A destra, invece, la parola inizia per vocale, laddove la liaison è indicata dal segno [‿].
- d finale muta: grand roi = [gʁɑ̃ ʁwa] (gran re)
- d finale in liaison pronunciata con fonema [t]:  grand‿homme = [gʁɑ̃t‿ɔm] (grand'uomo)
- p finale muta: trop grand = [tʁo gʁɑ̃] (troppo grande)
- p finale in liaison pronunciata con fonema [p]: trop‿aimable = [tʁop‿ɛmabl] (troppo gentile)
- r finale muta: premier fils = [pʁəmje fis] (primo figlio)
- r finale in liaison pronunciata con fonema [ʁ]: premier‿enfant = [pʁəmjeʁ‿ɑ̃fɑ̃] (primo bambino)
- s finale muta: les gens = [le ʒɑ̃] (la gente)
- s finale in liaison pronunciata con fonema [z]: les‿enfants = [lez‿ɑ̃fɑ̃] (i bambini)
- t finale muta: pot de cuivre = [po də kɥivʁ] (pentola di rame)
- t pronunciata con fonema [t]: pot-au-feu = [pot‿o fø] (pentola al fuoco)
- x muta: six bébés = [si bebe] (sei bebè)
- x pronunciata con fonema [z]: six‿adultes [siz‿adylt] (sei adulti)

La consonante -d perde la sua sonorità (vedi primo esempio, dove si ha la trasformazione in -t).

## Liaisonobbligatorie, proibite, facoltative
Le regole che stabiliscono se eseguire o meno la liaison sono assai complesse. Spesso, la liaison viene omessa nella lingua più familiare, mentre si pratica quando il registro linguistico è più alto e quindi l'enunciato dovrebbe essere più accurato. Tutto ciò rende difficile l'esposizione di regole assolute.
La liaison è obbligatoria soprattutto:
- tra articolo e nome, tra aggettivo e nome:
  - un‿enfant /œ̃.n‿ɑ̃.fɑ̃/,
  - les‿enfants /le.z‿ɑ̃.fɑ̃/,
  - petits‿enfants /pə.ti.z‿ɑ̃.fɑ̃/,
  - tout‿homme:  /tu.t‿ɔm/ (ogni uomo),
  - deux‿heures /dø.z‿œʁ/,
  - vingt‿euros: /vɛ̃.t‿ø.ʁo/ (venti euro)
- tra pronome personale e verbo:
  - nous‿avons: /nu.z‿a.vɔ̃/,
  - elles‿aiment: /ɛl.z‿ɛm/,
  - on‿ouvre: /ɔ.n‿uvʁ/ (si apre, apriamo),
  - ont-ils: /ɔ̃.t‿il/
- Tra verbo e pronome
  - prends-en une!: /pʁɑ̃d‿ɑ̃ yn/ (prendine una!),
  - allons-y!: /a.lɔ̃z‿i/ (andiamoci!),
  - on‿a: /ɔ.n‿a/ (si ha, abbiamo),
  - Marie est-elle belle?: /ma.ʁi e.t‿el bel/ (Maria è bella?)
  - Louis et Maria étudient-ils? /e.ty.dit‿il/ (Luigi e Maria stanno studiando?)
- nelle parole composte ed espressioni idiomatiche:
  - non-agression,
  - Les États-Unis (Stati Uniti),
  - pied-à-terre (base),
  - petit‿à petit (poco a poco),
  - de temps‿en temps (di tanto in tanto),
  - le premier‿avril (il primo Aprile)

La liaison è proibita:
- dopo la congiunzione et;
- davanti alla cosiddetta h aspirata, che viene considerata come una consonante, anche se non viene pronunciata (di solito segnalata con l'asterisco in manuali e vocabolari);
- davanti ad alcune parole (un, onze);
- dopo un sostantivo al singolare, ad esempio nel sostantivo chat (gatto) la lettera t sarà sempre muta;
- nel caso di una pausa, ad esempio scandita da una virgola.

La liaison è facoltativa in molti casi, ad esempio:
- dopo una preposizione: après‿une heure, pendant‿un siècle;
- tra un verbo ausiliare (avoir ed être) ed il participio passato: ils ont‿aimé, elle est‿allée, nous sommes‿arrivés.

## Analogie con l'italiano
Le consonanti che in francese producono liaison venivano pronunciate in latino, e il più delle volte vengono pronunciate anche nelle parole corrispondenti italiane. Secondo le regole fonologiche francesi, esse sono però cadute nella maggior parte dei contesti, conservandosi solamente davanti a vocale.
In italiano, un fenomeno simile consiste nella presenza, davanti a vocale, della d eufonica (che deriva tipicamente da una d o, per effetto di sonorizzazione, da una t latina conservata nella catena di suoni). Ciò avviene in genere nel caso:
- della preposizione a o ad (< ad);
- della congiunzione e o ed (< et);
- più raramente, della congiunzione o o od (< aut).

Poiché, rispetto al francese, l'italiano possiede una maggiore corrispondenza tra scrittura e pronuncia, il fenomeno è evidente anche sul piano grafico. Es.: tu ed‿ io (ma: tu e loro).
Altre volte si assiste invece, al confine tra le parole, a un fenomeno di rafforzamento consonantico detto raddoppiamento fonosintattico (o cogeminazione), che trova a sua volta origine nella caduta d'una consonante latina ma non è riprodotto nella scrittura. Es.: io e‿ te (pronuncia: io e tte); tu e‿ loro (pronuncia: tu e lloro), ecc.